# NGC 251
NGC 251 es una galaxia espiral localizada en la constelación de Piscis.